# Microbiotherium
Microbiotherium un género extinto de marsupiales microbioterios de la familia Microbiotheriidae. Sus fósiles están datados en el Mioceno Inferior y proceden de Argentina.